# 23675 Zabinski
23675 Zabinski este un asteroid din centura principală de asteroizi.

## Descriere
23675 Zabinski este un asteroid din centura principală de asteroizi. A fost descoperit pe 6 aprilie 1997 la Socorro, New Mexico, în cadrul proiectului LINEAR. Asteroidul prezintă o orbită caracterizată de o semiaxă mare de 2,58 ua, o excentricitate de 0,06 și o înclinație de 15,0° în raport cu ecliptica.